# Isothecium comatum
Isothecium comatum là một loài rêu trong họ Brachytheciaceae. Loài này được Müll. Hal. Hook. & Wilson mô tả khoa học đầu tiên năm 1867.